# ニギハヤヒ
邇芸速日命（にぎはやひのみこと、饒速日命）は、日本神話に登場する神。

## 概要
『古事記』では、神武天皇の神武東征において大和地方の豪族である那賀須泥毘古が奉じる神として登場する。那賀須泥毘古の妹の登美夜毘売（『日本書紀』では三炊屋媛という）を妻とし、宇摩志麻遅命をもうけた。宇摩志麻遅命は、物部連、穂積臣、采女臣の祖としている。神倭伊波礼毘古（後の神武天皇）が東征し、それに抵抗した那賀須泥毘古が敗れた後、神倭伊波礼毘古が天照大神の子孫であることを知り、神倭伊波礼毘古のもとに下った。
『日本書紀』などの記述によれば、神武東征に先立ち、天照大神から十種の神宝を授かり天磐船（あまのいわふね）に乗って河内国（大阪府交野市）の河上哮ケ峯（いかるがみね）の地（現在の磐船神社周辺の一帯地と考えられている）に降臨し、その後大和国（奈良県）に移ったとされている。これらは、瓊瓊杵尊（ニニギノミコト）の天孫降臨説話とは別系統の説話と考えられる。また、有力な氏族、特に祭祀を司どる物部氏の祖神とされていること、神武天皇より先に大和に鎮座していることが神話に明記されていることなど、ニギハヤヒの存在には多くの重要な問題が含まれている。大和地方に神武天皇の前に出雲系の王権が存在したことを示すとする説や、大和地方に存在した何らかの勢力と物部氏に結びつきがあったとする説などもある。
『先代旧事本紀』では、天火明命（アメノホアカリ）とニギハヤヒは同一神とされる。
他方、『新撰姓氏録』においてはニギハヤヒは、天神（高天原出身、皇統ではない）、天火明命（アメノホアカリ）は天孫（天照大神の孫）とし両者を別とする。

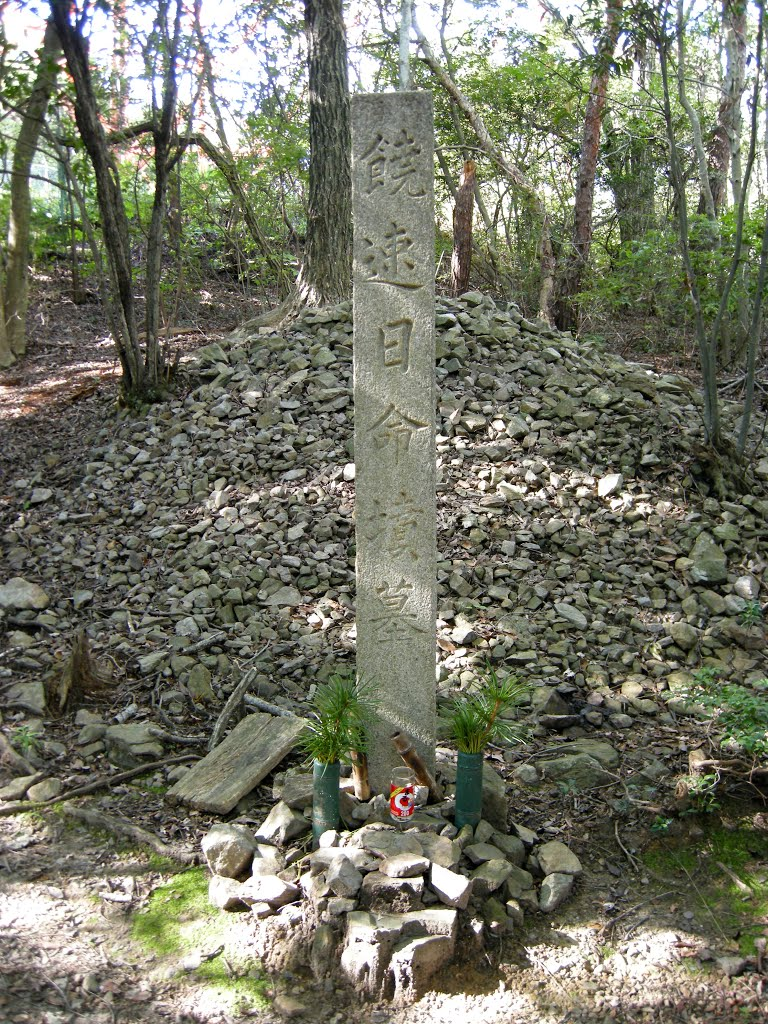
饒速日尊の墳墓

ニギハヤヒの墳墓は、奈良県生駒市白庭台にある白庭山である。

### 神名
『古事記』では邇藝速日命、『日本書紀』では饒速日命、櫛玉饒速日命、『先代旧事本紀』では饒速日命の名称以外に、別名を天照国照彦天火明櫛玉饒速日尊（あまてるくにてるひこあまのほのあかりくしたまにぎはやひのみこと）、天火明命（あまのほのあかりのみこと）、天照國照彦天火明尊、胆杵磯丹杵穂命（いきしにぎほのみこと）と表記される。
他の別名として、神饒速日命（かむにぎはやひのみこと）、天照御魂神（あまてるみたまのかみ）、天照皇御魂大神（あまてらすすめみたまのおおかみ）がある。

## 降臨に随伴した神
『先代旧事本紀』巻第三天神本紀には、天降ったおりに高皇産霊尊から防衛（ふせぎまもり）として以下の三十二人に命じて随伴させたとある（／以降は先代旧事本紀にはない記述）。
- 天香語山命（あめのかごやまのみこと）、 尾張連（おわりのむらじ）らの祖。
- 天鈿売命（あめのうずめのみこと）、猿女君（さるめのきみ）らの祖。
- 天太玉命（あめのふとたまのみこと）、忌部首（いむべのおびと）らの祖。
- 天児屋命（あめのこやねのみこと）、中臣連（なかとみむらじ）らの祖。
- 天櫛玉命（あめのくしたまのみこと）、鴨県主（かものあがたぬし）らの祖。／天神玉命の子で、賀茂建角身命の父[要出典]
- 天道根命（あめのみちねのみこと）、川瀬造（かわせのみやつこ）らの祖。
- 天神玉命（あめのかむたまのみこと）、三嶋県主（みしまのあがたぬし）らの祖。／天櫛玉命の父。[要出典]
- 天椹野命（あめのくぬのみこと）、中跡直（なかとのあたい）らの祖。／伊勢国造の一族。[要出典]
- 天糠戸命（あめのぬかどのみこと）、鏡作連（かがみつくりのむらじ）らの祖。
- 天明玉命（あめのあかるたまのみこと）、玉作連（たまつくりのむらじ）らの祖。
- 天牟良雲命（あめのむらくものみこと）、度会神主（わたらいのかんぬし）らの祖。
- 天背男命（あめのせおのみこと）、山背久我直（やましろのくがのあたい）らの祖。／天底立命の子で、天日鷲神の父。[要出典]
- 天御陰命（あめのみかげのみこと）、凡河内直（おうしこうちのあたい）らの祖。
- 天造日女命（あめのつくりひめのみこと）、阿曇連（あずみのむらじ）らの祖。
- 天世乎命（あめのせおのみこと）、久我直（くがのあたい）らの祖。
- 天斗麻弥命（あめのとまみのみこと）、額田部湯坐連（ぬかたべのゆえのむらじ）らの祖。
- 天背斗女命（あめのせとめのみこと）、尾張中嶋海部直（おわりのなかじまのあまべのあたい）らの祖。
- 天玉櫛彦命（あめのたまくしひこのみこと）、間人連（はしひとのむらじ）らの祖。
- 天湯津彦命（あめのゆつひこのみこと）、安芸国造（あきのくにのみやつこ）らの祖。／櫛明玉命の子[要出典]
- 天神魂命（あめのかむたまのみこと）または三統彦命（みむねひこのみこと）、葛野鴨県主（かどののかものあがたぬし）らの祖。／天櫛玉命の父[要出典]
- 天三降命（あめのみくだりのみこと）、豊国宇佐国造（とよくにうさのくにのみやつこ）らの祖。／天活玉命の裔で、宇佐津彦命の父[要出典]
- 天日神命（あめのひのかみのみこと）、対馬県主（つしまのあがたぬし）らの祖。／高御産巣日神の子。[要出典]
- 乳速日命（ちはやひのみこと）、広湍神麻続連（ひろせのかむおみのむらじ）らの祖。／中臣氏、添縣主の祖神[要出典]
- 八坂彦命（やさかひこのみこと）、伊勢神麻続連（いせのかむおみのむらじ）らの祖。／長白羽神の子で、一説に八坂刀売神の父[要出典]
- 伊佐布魂命（いさふたまのみこと）、倭文連（しどりのむらじ）らの祖。／天底立命の父[要出典]。『新撰姓氏録』によれば角凝魂命の子。
- 伊岐志邇保命（いきしにほのみこと）、山代国造（やましろのくにのみやつこ）らの祖。／思金神の子。[要出典]
- 活玉命（いくたまのみこと）、新田部直（にいたべのあたい）らの祖。／高御産巣日神の子で、天押立命の父[要出典]
- 少彦根命（すくなひこねのみこと）、鳥取連（ととりのむらじ）らの祖。／天湯河板挙の子で、建日穂命の父[要出典]
- 事湯彦命（ことゆつひこのみこと）、取尾連（とりおのむらじ）らの祖。／活津日子根命の子。[要出典]
- 八意思兼神（やごころのおもいかねのかみ）の子・表春命（うわはるのみこと）、信乃阿智祝部（しなののあちのいわいべ）らの祖。
- 下春命（したはるのみこと）、武蔵秩父国造（むさしのちちぶのくにのみやつこ）らの祖
- 月神命（つきのかみのみこと）、壱岐県主（いきのあがたぬし）らの祖

さらに五部（いつとも）が供領（とものみやつこ）として副い従った、とある。
- 天津麻良（あまつまら）　物部造（もののべのみやつこ）らの祖
- 天勇蘇（あまつゆそ）　笠縫部（かさぬいべ）らの祖
- 天津赤占（あまつあかうら）　為奈部（いなべ）らの祖
- 富富侶（ほほろ）　十市部首（とおちべのおびと）らの祖
- 天津赤星（あまつあかぼし）　筑紫弦田物部（つくしのつるたもののべ）らの祖

さらに、警備のため天物部の5名の「造」と、25名の兵杖を持った「部」が伴った。
- 二田造（ふただのみやつこ）
- 大庭造（おおばのみやつこ）
- 舎人造（とねりのみやつこ）
- 勇蘇造（ゆそのみやつこ）
- 坂戸造（さかとのみやつこ）
- 二田物部（ふただのもののべ）
- 当麻物部（たぎまのもののべ）
- 芹田物部（せりたのもののべ）
- 鳥見物部（とみのもののべ）
- 横田物部（よこたのもののべ）
- 嶋戸物部（しまとのもののべ）
- 浮田物部（うきたのもののべ）
- 巷宜物部（そがのもののべ）
- 足田物部（あしだのもののべ）
- 須尺物部（すさかのもののべ）
- 田尻物部（たじりのもののべ）
- 赤間物部（あかまのもののべ）
- 久米物部（くめのもののべ）
- 狭竹物部（さたけのもののべ）
- 大豆物部（おおまめのもののべ）
- 肩野物部（かたののもののべ）
- 羽束物部（はつかしのもののべ）
- 尋津物部（ひろきつのもののべ）
- 布都留物部（ふつるのもののべ）
- 住跡物部（すみとのもののべ）
- 讃岐三野物部（さぬきのみののもののべ）
- 相槻物部（あいつきのもののべ）
- 筑紫聞物部（つくしのきくのもののべ）
- 播麻物部（はりまのもののべ）
- 筑紫贄田物部（つくしのにえたのもののべ）

これらを、船で運んだとあり、操船した者の名が記されている。
- 天津羽原(あまつはばら)　船長、跡部首（あとべのおびと）らの祖
- 天麻良(あまつまら)　梶取、阿刀造（あとのみやつこ)らの祖
- 天津真浦(あまつまうら)　船子、倭鍛師（やまとのかぬち)らの祖
- 天津麻占(あまつまうら)　船子、笠縫らの祖
- 天津赤麻良(あまつあかまら)　船子、曽曽笠縫（そそのかさぬい）らの祖
- 天津赤星(あまつあかぼし)　船子、為奈部（いなべ）らの祖

## 神武天皇と饒速日命の関係
『日本書紀』と『古事記』によると、神武天皇（イワレビコ）と饒速日命（ニギハヤヒ）の出会いのあらすじは次の通り。

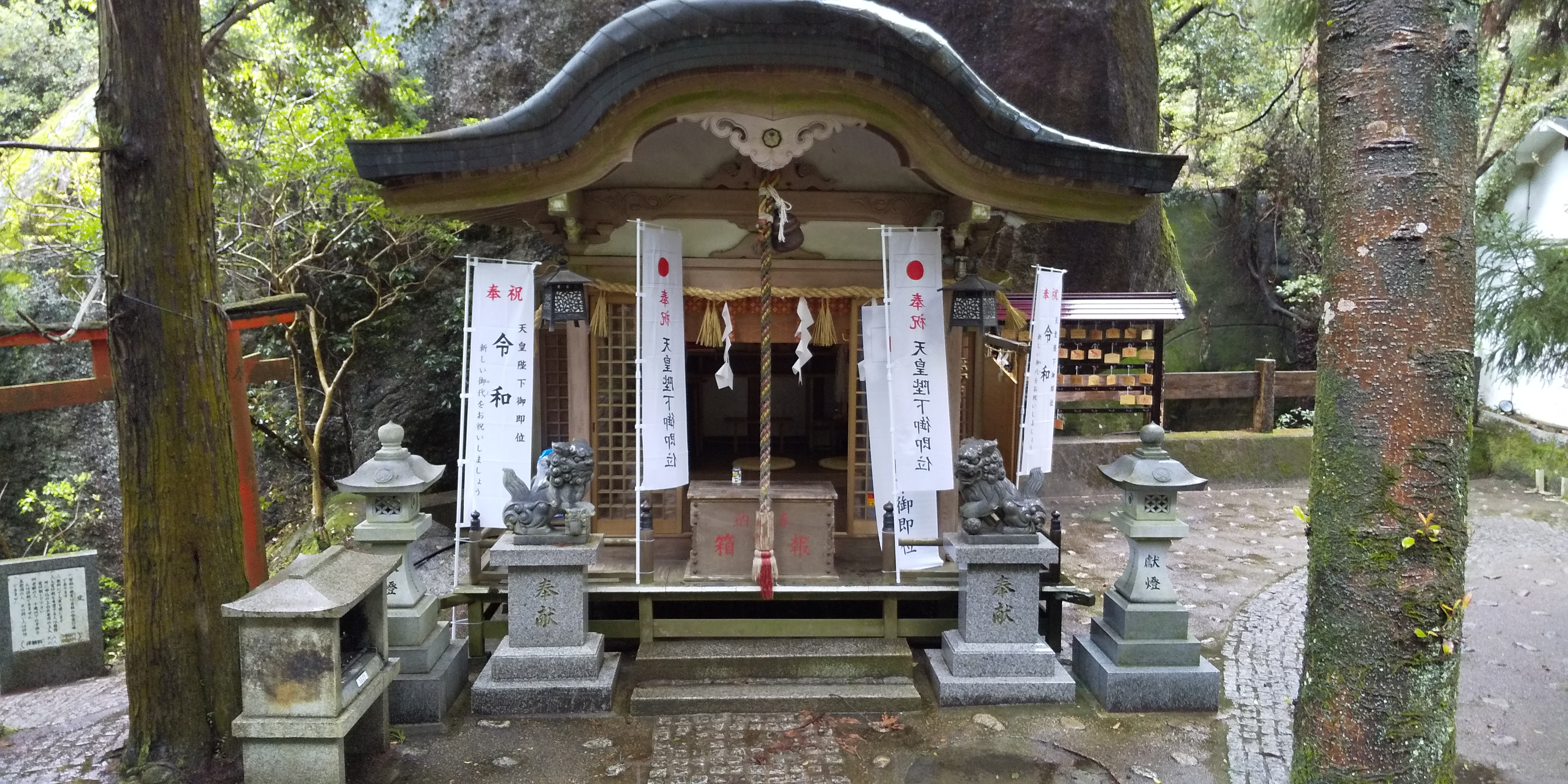
磐船神社　本殿

神武天皇（イワレビコ）は塩土老翁から「東方に美しい土地があり、天磐船で先に降りたものがいる」と聞く。そして彼の地へ赴いて都を造ろうと、一族を引き連れ九州から瀬戸内海を経て東へ向かい、難波碕（現代の大阪）へたどり着く。その後河内国草香邑から生駒山を目指す。そこに土着の長髄彦（ナガスネヒコ）が現れたため戦うが苦戦する。神武は「日（東）に向って敵を討つのは天の道に反す」として、熊野（紀伊半島南端部）へ迂回して北上することにした。
菟田（奈良）に到達し高倉山に登ってあたりを見渡すと、八十梟帥が軍陣を構えているのが見えた。その晩神武の夢に天神が現れ「天神地祇を敬い祀れ」と告げる。その通りにすると敵陣を退治でき、続いて長髄彦を攻める。
すると長髄彦は「我らは天磐船で天より降りた天神の御子饒速日命（ニギハヤヒ）に仕えてきた。あなたは天神を名乗り土地を取ろうとされているのか？」と問うたところ、神武は「天神の子は多い。あなたの君が天神の子であるならそれを証明してみよ」と返す。長髄彦は、饒速日命の天羽々矢（あめのはばや）と歩靫（かちゆき）を見せる。すると神武も同じものを見せた。長髄彦はそれでも戦いを止めなかった。饒速日命（ニギハヤヒ）は天神と人は違うのだと長髄彦を諌めたが、長髄彦の性格がひねくれたため殺し、神武天皇に帰順して忠誠を誓った。

石切劔箭神社　上之社拝殿

ただし、『先代旧事本紀』では、既に饒速日は復命せず現地で亡くなり、亡骸（なきがら）は速飄神（はやちのかみ）により天に上げられ、葬儀は七日七夜続いたとあり、神武東征の時点で彼は故人となっている。
『石切劔箭神社』の社史によれば、天照大神から大和建国の神勅を拝し『十種の瑞宝』を授かった饒速日尊が船団を組み、自らも『布都御魂劔』と日の御子の証である『天羽々矢』を携え天磐船に乗り込み、物部八十の大船団を率いて高天原を出航した。途中、豊前国の宇佐に寄港すると船団を二つに分け、息子の天香具山命に『布都御魂劔』を授け船団の一方を預けた。宇佐から瀬戸内海を渡ると饒速日尊は河内・大和に、一方の天香具山命は紀伊に向かった。天磐船が鳥見の里を見渡す哮ヶ峯（たけるがみね『生駒山』）に着くと、饒速日尊は辺りを見渡し「虚空(そら)にみつ日本(やまと)国）」【訳「 空から見た日本の国」または「空に光り輝く日本の国」】と賛じた。これが日本の国号の始まりとなった。当時の河内と大和の一帯は鳥見の里と呼ばれ、穏やかな自然と海や山の幸に恵まれた豊な土地であった。この地方を治めていた豪族、鳥見一族は、稲作や製鉄の技術がないものの、狩や漁がうまく、生活用具や住居づくりに優れ、長身の恵まれた体格は戦闘に秀で「長髄の者」と恐れられていた。その頃の鳥見一族の長、長髄彦は饒速日尊の徳の高さに打たれ、尊のもたらした稲作や織物、製鉄の道具・武具に文化の差をみると、争う事の無益さを悟り、一族こぞって饒速日尊に従った。この時二人の間を取り持ったのが長髄彦の妹、登美夜毘売（三炊屋媛）で後に尊との間に宇摩志麻遅命（うましまぢのみこと）をもうけた。
こうして鳥見の里を治めるようになった饒速日尊は、水が豊かで稲作に適したこの土地に水田を拓き、大きな実りをもらすようになった。これが近畿地方の稲作文化の初めとなった。一方、鳥見の里が繁栄をきわめていた頃、磐余彦（後の神武天皇）が日向の高千穂から東へ進行を続け（神武東征）、やがて河内に上陸し孔舎衙坂で長髄彦と対峙した。戦いに敗れた磐余彦は紀伊方面に退却、紀伊半島を迂回し再び長髄彦と対峙する。この頃、既に饒速日尊は亡くなり、代わって鳥見の長となっていたのは宇摩志麻遅命だった。宇摩志麻遅命は「天羽々矢」と歩靭（かちゆき）を、日の御子である証として磐余彦に差し出した。すると磐余彦からも同じものが示され天孫であることが明らかになった。宇摩志麻遅命は長髄彦に磐余彦への帰順をさとし自らも一族を率いて磐余彦に忠誠を誓い、広大な稲作地や所領のすべてと天照大神から授かった『十種の瑞宝』を磐余彦に捧げた。こうして大和の統一が成し遂げられ磐余彦は始馭天下之天皇（神武天皇）に即位した。

## 系譜
『先代旧事本紀』では天照大神の孫・天忍穂耳尊と高皇産霊尊の子・栲幡千千姫（萬幡豊秋津師比売命）との子である天火明命と同一神とされる。その一方、『伊福部氏系図』では大己貴命の子・五十研丹穂命（山背国造祖）の5世孫である荒木臣命（荒根使主命）の子としている。
子には大己貴命の娘である天道日女命（あめのみちひめ）との間に生まれた天香語山命と、那賀須泥毘古の妹の登美夜毘売との間に生まれた宇摩志麻遅命がいるとされる。

## 後裔氏族
邇芸速日命（宇摩志麻遅命）を祖とする氏族に物部連、穂積臣、阿刀連、熊野国造らがあり、弓削氏も物部連と関連が深い。鈴木眞年の『史略名称訓義』によれば邇芸速日命の子の宇摩志麻遅命の正統は十市郡穂積里に居住して穂積臣になり豪族系の臣姓を称したとして、物部氏族の正統は穂積氏としている。『新撰姓氏録』に記載されている邇芸速日命の後裔姓氏は100氏を超え、神別氏族の約1/4を占める。
籠神社の社家、海部氏に伝わる系図については国宝の指定を受けている。海部氏は尾張氏と同じく天之火明命の子孫であり、『先代旧事本紀』の火明命＝饒速日命同一神説を前提とした場合は同祖となる。

## 祀る神社
東北
- 唐松山天日宮（秋田県大仙市協和）

関東
- 北野天神社 (所沢市)‐埼玉県所沢市

近畿
- 磐船神社 -「天の磐船」（あめのいわふね）とよばれる巨岩を御神体としている。
- 天照玉命神社（京都府福知山市今安）
- 石切剣箭神社（大阪府東大阪市東石切町）
- 藤白神社（和歌山県海南市藤白）
- 廣瀬大社（奈良県北葛城郡河合町）
- 矢田坐久志玉比古神社（奈良県大和郡山市矢田町）
- 飛行神社 - 大正時代に飛行機の神として創建。饒速日命は「天磐船に乗りて太虚（おおぞら）を翔行（めぐ）り」の古事[6]に基づき航空祖神とされ、空の神とも言われ信仰を集めている[7]。
- 井関三神社 - 天照神社（あまてる・じんじゃ）が崇神天皇2年（BC96年）に巨岩の磐座を天照国照彦火明櫛玉饒速日命の御神体として創祀。

山陰
- 物部神社（島根県大田市川合町）
- 新屋坐天照御魂神社 （大阪府茨木市西福井）- 崇神七年九月、崇神天皇より祭神の天照国照彦火明櫛玉饒速日命に天照大御神の諡号を賜る。後に景行天皇より天照皇大神の諡号を賜る。

四国
- 國津比古命神社（愛媛県松山市八反地）

九州
- 長崎大神宮
- 天照神社 - 福岡県宮若市
- 早日渡神社 - 宮崎県延岡市
- 諸塚神社 - 宮崎県東臼杵郡
- 細神社 - 宮崎県児湯郡
- 伊多神社 - 鹿児島県串木野市

祭神同一視神社
- 真清田神社 - 尾張国一宮。（祭神の天火明命は別名を天照国照彦天火明命と社伝にいう）
- 籠神社 - 元伊勢の最初の神社。（祭神の彦火明命は別名を天照国照彦天火明命、又の名を穂穂手見命と社伝にいう）